# 大須賀純
大須賀 純（おおすか じゅん、1979年5月24日 - ）は、日本の男性声優。福岡県出身。アミュレート所属。

## 略歴
幼稚園のお遊戯会などでも舞台をしており、何となく小さい頃から「『芝居』の世界で仕事したい」と思っていた。
皆で友人の誕生日のお祝いをしていたところ、友人の父が帰ってきて、周囲の友人が、その友人の父に「○○やって!」、「○○やって!」と言っていた。その時は何の事かわからず、「??」となっていたという。
突然、テレビで見ていたアニメのキャラクターの声が、その友人の父から「今日は息子の誕生日に来てくれてありがとう!」と聞こえてきて、初めて職業としての声優を知った。
家に帰って、母に「ママ!俺!声優になる!!」と言っており、小学3年生のころから職業の夢は声優だったという。
その友人の父とは数10年後、親子役で再会したという。
尚美ミュージックカレッジ専門学校声優学科、映像テクノアカデミア卒業。
マウスプロモーションに所属していたが、2014年9月1日付でフリーとなり、同年10月1日付でアミュレート所属となる。

## 人物・エピソード
- 方言は博多弁[11]。
- 声優としては、テレビアニメ、外画吹き替えを中心にラジオ、ゲーム、ドラマCDなどでも活躍している[3]。
- 『テニスの王子様 オン・ザ・レイディオ（2007/03）』でマンスリーパーソナリティ（以下マンパ）出演した際、名前の読みを「おおすが」とよく間違われることをネタにされ、同じマンパの皆川純子から「ならスカジャンのすかです、って言えば?」と言われ、そこから「スカジャン」と言うニックネームをつけられた（本人が言うには「別な収録のとき、実際にスカジャンを着て行ったことがある」とのこと）。
- 『テニスの王子様 オン・ザ・レイディオ（2008/11）』で『テニスの王子様』のアニメが始まった頃、デビューしていたかいないかで、甲斐田ゆきから「嘘!若ぶっちゃってと思った」と言われ、19歳の頃、甲斐田ゆきと一緒に仕事をしていたことを認め、その後ブランクがあったと発言している。
- 自身のブログで、専門学校在学中にアニメに出演したこと、その後、再度4、5年くらい芝居の勉強をして、マウスプロモーションにお世話になったと記載している。ちなみに甲斐田ゆきと共演した際には、天翼じょうろ（『花さか天使テンテンくん』）、河童（『いぬかみっ!』）、大蜥蜴（『少年陰陽師』）と人間以外の役が続き、『テニスの王子様』で初めて、人間として再会できたと記載している。
- 『あんさんぶるスターズ！Starry Stage 2nd 〜in 日本武道館〜（2019/01）』において「聖少年遊戯」を歌唱の際、自分のパートの時はマリオネットを意識して瞬きをしないようにしていた。
- 趣味はゲーム、ガンプラ製作、特撮鑑賞（主に仮面ライダーシリーズ）。
- 九州出身でお酒が強そうだとよく言われるが、実は下戸で全く飲めず、居酒屋ではジンジャーエールをよく飲んでいる。

## 出演
太字はメインキャラクター。

### テレビアニメ
1998年
- 花さか天使テンテンくん（天翼じょうろ）

2004年
- 双恋（男子A）

2005年
- 灼眼のシャナ（上原）
- タイドライン・ブルー（サンシャイン、ソナー係、子供、警備兵2 他）
- ToHeart2（新入生B、男子生徒）
- プレイボール（大塚、塁審、伊藤、部員C）
- ぺとぺとさん（大橋真吾）

2006年
- いぬかみっ!（河童）
- おろしたてミュージカル 練馬大根ブラザーズ（ホスト 他）
- かしまし 〜ガール・ミーツ・ガール〜（梅田）
- CLUSTER EDGE（クラスター生徒）
- となグラ!（メディア部部長）
- NARUTO -ナルト-（黒服・百人隊、少年忍者）
- プレイボール2nd（大杉、主審）

2007年
- おおきく振りかぶって（2007年 - 2010年、叶修悟） - 2シリーズ
- Over Drive（先生、観客）
- 月面兎兵器ミーナ（吉見純一郎、レプレ星人、男、ミリア星人）
- ケロロ軍曹（生徒）
- 神曲奏界ポリフォニカ（スロム）
- 少年陰陽師（大蜥蜴）
- のだめカンタービレ（男子学生D）
- ハヤテのごとく!!（2007年 - 2013年、国枝、SP、部長、謎の執事、運転手 他） - 3シリーズ
- ひとひら（きょーちゃん〈武田京介〉、生徒、空手部員、学生）

2008年
- 乃木坂春香の秘密（2008年 - 2009年、小川） - 2シリーズ

2011年
- BLEACH（黒田）

2012年
- テニスの王子様 シリーズ（2012年 - 2022年、千歳千里） - 2シリーズ

2015年
- パンチライン（友田千早、亀男）

2016年
- 刀剣乱舞-花丸-（2016年 - 2018年、博多藤四郎） - 2シリーズ
- ナースウィッチ小麦ちゃんR（ここな父）
- PJベリーのもぐもぐむにゃむにゃ（PJベリー）

2018年
- 剣王朝（チンピラA、高何）
- サンリオ男子（吉野俊介）
- パズドラ（2018年 - 2020年、アツシ）

2019年
- あんさんぶるスターズ!（影片みか）

2020年
- 八男って、それはないでしょう!（ヨーゼ）
- エタニティ 〜深夜の濡恋ちゃんねる♡〜（黒崎隼人、立花逸人） - 通常版
- 半妖の夜叉姫（銀禍）

2021年
- 海賊王女（傭兵、椿）

### 劇場アニメ
- ぼくの孫悟空（2003年）
- いぬかみっ! THE MOVIE 特命霊的捜査官・仮名史郎っ!（2007年、河童）
- 劇場版 灼眼のシャナ（2007年、男子生徒）
- 劇場版 テニスの王子様 英国式庭球城決戦!（2011年、千歳千里）

### OVA
- 星界の戦旗III（2005年、リュームコウ通信士）
- テニスの王子様（2006年 - 2011年、千歳千里） - 4シリーズ
- 乃木坂春香の秘密 ふぃな〜れ♪（2012年、小川）

### Webアニメ
- ニーノとミーヤの「おうちきねんび」（ミーヤ[21]）

### ゲーム
2005年
- アストロ球団（球七）
- キングダム ハーツII

2006年
- ブルードラゴン（怒涛のケス〈Raging Kes〉）

2007年
- セツの火（和泉刹）
- Que 〜エンシェントリーフの妖精〜（北村浩太）
- テニスの王子様 Driving Smash! side Genius（千歳千里）

2008年
- D.C. Girl's Symphony 〜ダ・カーポ〜 ガールズシンフォニー（龍之介）

2010年
- 剣と魔法と学園モノ。3（バハムーン・男）
- D.C. Girl's Symphony Pocket 〜ダ・カーポ〜 ガールズシンフォニーポケット（龍之介）
- テニスの王子様　もっと学園祭の王子様- More Sweet Edition -（千歳千里）

2011年
- 第2次スーパーロボット大戦Z 破界篇
- fortissimo EXA//Akkord:Bsusvier（芳乃零二）

2012年
- ゼッタイ☆スター（花山円）

2014年
- Kadenz fermata//Akkord：fortissimo（芳乃零二）
- コープスパーティー BLOOD DRIVE（桐谷御簾徒）

2015年
- 帝国海軍恋慕情〜明治横須賀行進曲〜（本庄眞一郎）
- 刀剣乱舞（博多藤四郎）
- ファイアーエムブレムif（フランネル）
- 夢王国と眠れる100人の王子様（フォーマ）

2016年
- あんさんぶるスターズ!（2016年 - 2020年、影片みか）
- 怪盗夜想曲 〜ファントムノクターン〜（猟犬怪盗ヘルハウンド）
- サンリオ男子 〜わたし、恋を、知りました。〜（吉野俊介）

2017年
- バルディリア戦記（ドベルク）
- 新テニスの王子様 RisingBeat（千歳千里）

2018年
- アイドルファンタジー（伊達吉宗）
- るるたるイデア（ドベルク）
- リバースユニオン（落ち武者）

2019年
- ファイアーエムブレム ヒーローズ（2019年 - 2020年、フランネル、ツイハーク）
- ハローヒーロー: Epic Battle（トム、レッド）
- TERA ORIGIN（スレイヤー）

2020年
- メギド72（2020年 - 2023年、オレイ）
- あんさんぶるスターズ!! Basic / Music（2020年 - 2023年、影片みか） - 2作品

2021年
- グランブルーファンタジー（情報屋）
- フェアリースフィア（パンダ、ミルフィーユ）
- クッキーラン:キングダム（遠くを見るドリアン海賊、司会）

2022年
- Relayer（星野皇司）
- 食物語（子龍脱袍）

2024年
- 岩倉アリア（庭師）
- 魔導物語 フィアと不思議な学校（ももも）
- アッシュエコーズ（無咎）

### ドラマCD
- 月面兎兵器ミーナ キャラクターコレクション 1・3・5（吉見純一郎 他）
- 小鳩町から散弾銃（アリス）
- Mr.FULLSWING（猪里猛臣）
- 幸福喫茶3丁目 第2巻（井上有）
- 乃木坂春香の秘密（小川）
- 勇星戦隊☆ジンレンジャー（アクイーン・アッカー）[39]（コミックマーケット84とメロンブックスにて販売）

### BLCD
- ワガママだけど愛しくて（男子生徒）
- 俺の兄貴に手をだすな（トオル）
- 愛と欲望は学園で2（両国の同級生）
- ムーンリット・ドロップス 2（貴族の息子1）
- お姫様は王子志願（天羽充）[40]

### 吹き替え

#### 映画
- アイルランド・ライジング（ケリー〈フランク・ラヴァーティ〉）
- ヒストリー・オブ・バイオレンス（ジャク・ストール）
- あなたがここにいてほしい（シャオモン）

#### ドラマ
- ER緊急救命室
  - シーズンXI #2（トム〈アダム・カイズ〉）
  - シーズンXII #5（ヤマル〈ウィリアム・ターナー〉）
- キッドナップ（レオポルド・ケイン）
- 笑傲江湖（于人豪、祖千秋）
- TOUCH/タッチ

#### アニメ
- チキン・リトル

### 舞台
- 青春ゲットバック[41]下北沢 小劇場「楽園」（2012年11月30日 - 12月2日）
- ひらさわひさよし＆フルタジュン プロデュース公演 vol.2「嘘をついた下北沢」[42]シアター711（2013年7月24日 - 28日）
- 『CLUB SLAZY』（クラブスレイジー）[43] 新宿フェイス（2013年9月25日 - 29日）

### ラジオ
- テニスの王子様 オン・ザ・レイディオ（マンスリーパーソナリティーの為、いつやるか等は決まっていない）

### ラジオCD
- Radio Girl's Symphony 〜君へ贈るラブレター〜（ゲスト）

### 映像商品
- テニスの王子様 100曲マラソン DVD
- テニプリフェスタ2009 DVD
- テニプリフェスタ2011 in 武道館 DVD
- テニプリフェスタ2013 DVD
- 春空・そよ風・オトメイロ D.C. Girl's Symphony Pocket 君と過ごす休日
- コープスパーティー『如月学園』 〜如月祭〜[44]
- テニプリフェスタ2016 合戦 DVD
- あんさんぶるスターズ！ Starry Stage 1st 〜in 幕張メッセ〜[45]
- あんさんぶるスターズ！ Starry Stage 2nd 〜in 日本武道館〜[46]
- あんさんぶるスターズ! ! Starry Stage 4th -Star's Parade- July
- あんさんぶるスターズ! ! Starry Stage 4th -Star's Parade- August
- メギド７２ the concert ～プリンセス ヴァイガルド弾丸ツアー～
- Ensemble Stars!! Cast Live Starry Symphony -the dead of night-

### テレビ出演
- コミックBAR Renta![47]（2019年8月21日、8月28日）

## ディスコグラフィ

### キャラクターソング
| 発売日                      | 商品名                                                           | 歌 | 楽曲 | 備考                                                                                 |
| 2007年                      | 2007年                                                           | 2007年 | 2007年 | 2007年                                                                               |
| --------------------------- | ---------------------------------------------------------------- | --- | --- | ------------------------------------------------------------------------------------ |
| 11月28日                    | THE BEST OF RIVAL PLAYERS XXXIII Senri Chitose                   | 千歳千里（大須賀純） | 「Brilliant Brain」 | テレビアニメ『テニスの王子様』関連曲                                                 |
| 10月31日                    | 恋の激ダサ絶頂！                                                 | by断ち切り隊 | 「恋の激ダサ絶頂！」 | OVA『テニスの王子様OVA 全国大会篇 Semifinal』オープニングテーマ                      |
| 2008年                      |                                                                  | | |                                                                                      |
| 8月31日                     | アオゾラSTAGE                                                    | by断ち切り隊 | 「アオゾラSTAGE」 | OVA『テニスの王子様OVA ANOTHER STORYII』オープニングテーマ                           |
| 6月16日                     | 恋だなう                                                         | 千歳千里（大須賀純） | 「恋だなう」 | テレビアニメ『テニスの王子様』関連曲                                                 |
| 10月20日                    | Side Girls Complete Disc                                         | 龍之介（大須賀純） | 「keep smiling*」 | ゲーム『D.C. Girl's Symphony 〜ダ・カーポ〜 ガールズシンフォニー』エンディングテーマ |
| 2013年                      |                                                                  | | |                                                                                      |
| 8月28日                     | テニプリFEVER                                                    | テニプリオールスターズ | 「テニプリFEVER」 「テニプって行こう」 | テレビアニメ『新テニスの王子様』関連曲                                               |
| テニプリオールスターズ選抜B | 「テニプリFEVER」                                                | | |                                                                                      |
| 2015年                      |                                                                  | | |                                                                                      |
| 5月27日                     | Party Time                                                       | by断ち切り隊 | 「Party Time」 | OVA『新テニスの王子様 vs Genius10』エンディングテーマ                                |
| 7月22日                     | Party Time                                                       | テニプリオールスターズ | 「Party Time」 | OVA『新テニスの王子様 vs Genius10』エンディングテーマ                                |
| 2016年                      |                                                                  | | |                                                                                      |
| 11月16日                    | Fan! Fantastic girl!                                             | サンリオ男子 | 「Fan! Fantastic girl!」 | ゲーム『サンリオ男子〜わたし、恋を、知りました。〜』主題歌                           |
| 11月23日                    | 刀剣乱舞-花丸- 歌詠集其の四                                      | 陸奥守吉行（濱健人）、博多藤四郎（大須賀純）、山伏国広（櫻井トオル）、御手杵（浜田賢二） | 「お気楽珍道中」 | テレビアニメ『刀剣乱舞-花丸-』エンディングテーマ                                     |
| 11月23日                    | 刀剣乱舞-花丸- 歌詠集其の四                                      | 前田藤四郎（入江玲於奈）、鯰尾藤四郎（斉藤壮馬）、薬研藤四郎（山下誠一郎）、五虎退（粕谷雄太）、秋田藤四郎（山谷祥生）、乱藤四郎（山本和臣）、平野藤四郎（浅利遼太）、骨喰藤四郎（鈴木裕斗）、厚藤四郎（山下大輝）、博多藤四郎（大須賀純）、一期一振（田丸篤志）                                                                         | 「恋と浄土の八重桜」 | テレビアニメ『刀剣乱舞-花丸-』エンディングテーマ                                     |
| 12月7日                     | 刀剣乱舞-花丸- 歌詠集其の五                                      | にっかり青江（間島淳司）と幽霊退治戦隊 | 「にっかり妖かし数え唄」 | テレビアニメ『刀剣乱舞-花丸-』エンディングテーマ                                     |
| 12月21日                    | あんさんぶるスターズ！ ユニットソングCD 2nd Vol.07 Valkyrie      | Valkyrie | 「魅惑劇」 | ゲーム『あんさんぶるスターズ！』関連曲                                               |
| 12月21日                    | あんさんぶるスターズ！ ユニットソングCD 2nd Vol.07 Valkyrie      | Valkyrie | 「砂上ノ楼閣」 | ゲーム『あんさんぶるスターズ！』関連曲                                               |
| 2017年                      |                                                                  | | |                                                                                      |
| 6月7日                      | サンリオ男子 Birthday Memorial CD3 吉野俊介                      | 吉野俊介（大須賀純） | 「First Pass」 | 『サンリオ男子』関連曲                                                               |
| 9月6日                      | あんさんぶるスターズ！ ユニットソングCD 3rd Vol.04 Valkyrie      | Valkyrie | 「礼賛歌」 「Last Lament」 | ゲーム『あんさんぶるスターズ！』関連曲                                               |
| 12月6日                     | 『刀剣乱舞-花丸-』歌詠全集                                       | 花丸刀剣男士一同 | 「花丸◎日和！47振りver.」 | 劇場アニメ『刀剣乱舞-花丸- 〜幕間回想録〜』主題歌                                    |
| 2018年                      |                                                                  | | |                                                                                      |
| 2月21日                     | 続『刀剣乱舞-花丸-』歌詠集 其の七                                | 前田藤四郎（入江玲於奈）、鯰尾藤四郎（斉藤壮馬）、薬研藤四郎（山下誠一郎）、五虎退（粕谷雄太）、秋田藤四郎（山谷祥生）、乱藤四郎（山本和臣）、平野藤四郎（浅利遼太）、骨喰藤四郎（鈴木裕斗）、厚藤四郎（山下大輝）、博多藤四郎（大須賀純）、一期一振（田丸篤志）、後藤藤四郎（村田太志）、信濃藤四郎（小林裕介）、包丁藤四郎（宮田幸季） | 「鈴生り時にて」 | テレビアニメ『続 刀剣乱舞-花丸-』エンディングテーマ                                  |
| 2月21日                     | 続『刀剣乱舞-花丸-』歌詠集 其の七                                | 大和守安定（市来光弘）、加州清光（増田俊樹）、大倶利伽羅（古川慎）、三日月宗近（鳥海浩輔）、博多藤四郎（大須賀純）、山伏国広（櫻井トオル）、御手杵（浜田賢二）、江雪左文字（佐藤拓也） | 「花丸印の日のもとで ver.7」 | テレビアニメ『続 刀剣乱舞-花丸-』オープニングテーマ                                  |
| 2月21日                     | 青春インターリュード/Now on dream!                               | サンリオ男子 | 「青春インターリュード」 | テレビアニメ『サンリオ男子』オープニングテーマ                                       |
| 2月21日                     | 青春インターリュード/Now on dream!                               | サンリオ男子 | 「Now on dream!」 | テレビアニメ『サンリオ男子』エンディングテーマ                                       |
| 3月21日                     | サンリオ男子 ORIGINAL SOUNDTRACK                                 | サンリオ男子 | 「心に花束を」 | テレビアニメ『サンリオ男子』挿入歌                                                   |
| 11月28日                    | あんさんぶるスターズ！アルバムシリーズ Valkyrie                  | Valkyrie | 「Mémoire Antique」 「宵月の館にて」 | ゲーム『あんさんぶるスターズ！』関連曲                                               |
| 11月28日                    | あんさんぶるスターズ！アルバムシリーズ Valkyrie                  | Valkyrie | 「聖少年遊戯」 | ゲーム『あんさんぶるスターズ！』関連曲                                               |
| 11月28日                    | あんさんぶるスターズ！アルバムシリーズ Valkyrie                  | 影片みか（大須賀純） | 「琥珀ト瑠璃ノ輪舞曲」 | ゲーム『あんさんぶるスターズ！』関連曲                                               |
| 2019年                      |                                                                  | | |                                                                                      |
| 8月14日                     | Stars' Ensemble!                                                 | 夢ノ咲ドリームスターズ | 「Stars' Ensemble!」 | テレビアニメ『あんさんぶるスターズ！』オープニングテーマ                             |
| 12月25日                    | あんさんぶるスターズ！ EDテーマ集 VOL.05                         | Valkyrie | 「凱旋歌」 | テレビアニメ『あんさんぶるスターズ！』エンディングテーマ                             |
| 2020年                      |                                                                  | | |                                                                                      |
| 8月26日                     | BRAND NEW STARS!!                                                | ESオールスターズ | 「BRAND NEW STARS!!」 | ゲーム『あんさんぶるスターズ!!』主題歌                                               |
| 8月26日                     | BRAND NEW STARS!!                                                | ESオールスターズ | 「Walk with your smile」 | ゲーム『あんさんぶるスターズ!!』関連曲                                               |
| 11月25日                    | あんさんぶるスターズ!! ESアイドルソング season1 Valkyrie         | Valkyrie | 「Eternal Weaving」 「BRAND NEW STARS!!」 | ゲーム『あんさんぶるスターズ!!』関連曲                                               |
| 2021年                      |                                                                  | | |                                                                                      |
| 6月23日                     | FUSIONIC STARS!!                                                 | ESオールスターズ | 「FUSIONIC STARS!!」 | ゲーム『あんさんぶるスターズ!!』関連曲                                               |
| 9月9日                      | あんさんぶるスターズ!! FUSION UNIT SERIES 03 ALKALOID ✕ Valkyrie | ALKALOID、Valkyrie | 「Artistic Partisan」 | ゲーム『あんさんぶるスターズ!!』関連曲                                               |
| 9月9日                      | あんさんぶるスターズ!! FUSION UNIT SERIES 03 ALKALOID ✕ Valkyrie | Valkyrie | 「FUSIONIC STARS!!」 | ゲーム『あんさんぶるスターズ!!』関連曲                                               |
| 11月24日                    | メギド72 -MUSIC COLLECTION-                                      | オレイ（大須賀純） | 「Who is the Phantom thief?」 | ゲーム『メギド72』関連曲                                                             |
| 2022年                      |                                                                  | | |                                                                                      |
| 12月21日                    | ポプテピピック ALL TIME BEST 3                                   | ポプ子（大須賀純）、ピピ美（高橋広樹） | 「脊髄ぶっこ抜き音頭（女性ver.）」 | テレビアニメ『ポプテピピック TVアニメーション作品第二シリーズ』挿入歌                |
| 12月21日                    | ポプテピピック ALL TIME BEST 3                                   | ポプ子（大須賀純）、ピピ美（高橋広樹） | 「仲良ピース（女性ver.）」 「仲良ピース（超予算勇者★グレートバリバリピピック MIX）」 「仲良ピース（Dance Rock MIX）」 「仲良ピース（Sweet Pop MIX）」 「仲良ピース（葛飾出身 MIX）」 「仲良ピース（B-side MIX）」 | テレビアニメ『ポプテピピック TVアニメーション作品第二シリーズ』エンディングテーマ    |
| 2024年                      |                                                                  | | |                                                                                      |
| 6月26日                     | Stars' Ensemble!                                                 | 夢ノ咲ドリームスターズ | 「Stars' Ensemble!」 | ゲーム『あんさんぶるスターズ!!』関連曲                                               |
| 6月26日                     | BRAND NEW STARS!!                                                | ESオールスターズ | 「BRAND NEW STARS!!」 「Walk with your smile」 | ゲーム『あんさんぶるスターズ!!』関連曲                                               |
| 6月26日                     | FUSIONIC STARS!!                                                 | ESオールスターズ | 「FUSIONIC STARS!!」 | ゲーム『あんさんぶるスターズ!!』関連曲                                               |